# Ōma
Ōma (jap. 大間町 Ōma-machi) – miasto w Japonii, na wyspie Honsiu, w prefekturze Aomori. Według danych na rok 2020 miejscowość zamieszkiwało 4 718 mieszkańców , a gęstość zaludnienia wyniosła 90,6 os./km².